# آرتورو بندتی میکلانجلی
آرتورو بنِدِتی میکلانجلی (ایتالیایی: Arturo Benedetti Michelangeli؛ ۵ ژانویهٔ ۱۹۲۰ – ۱۲ ژوئن ۱۹۹۵) پیانونواز کلاسیک اهل ایتالیا بود. او از برجسته‌ترین پیانیست‌های سده بیستم به‌شمارمی‌رود.